# Guigues IV. (Forez)
Guigues IV. (* vor 1200; † 29. Oktober 1241 in Castellaneta) entstammte dem Haus Albon und war ab 1204 ein Graf von Forez sowie ab 1229 durch Heirat ein Graf von Nevers, Auxerre und Tonnerre.

## Leben

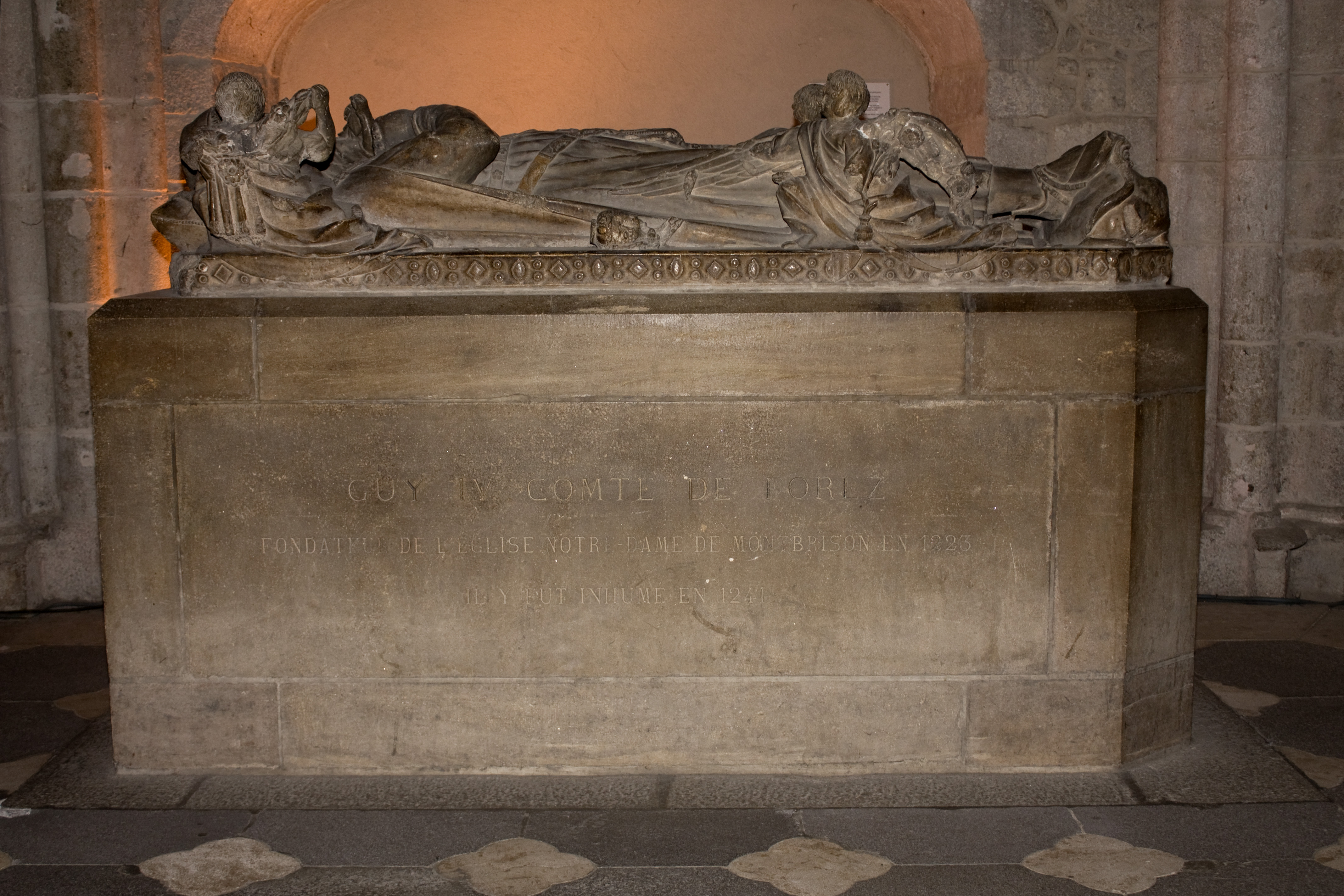
Der Sarkophag des Grafen Guigues IV. von Forez in der Kathedrale von Montbrison.

Er war der Sohn von Graf Guigues III. von Forez und Alix von Sully. Er beerbte seinen Vater als dieser 1204 starb. Während seiner Minderjährigkeit stand er unter der Regentschaft seines Onkels Renaud II. von Forez, Erzbischof von Lyon.
Auf Veranlassung von König Philipp II. August wurde Guigues 1205 mit Philippa († 1223) verheiratet, eine Tochter von Guido II. von Dampierre-Bourbon. Seine Schwester wurde zugleich mit seinem neuen Schwager Archambault von Dampierre-Bourbon verheiratet. In zweiter Ehe heiratete er Ermengarde von Auvergne († 1225), Tochter des Grafen Guido II., in dritter Ehe schließlich 1226 Mathilde von Courtenay, Gräfin von Nevers, Auxerre und Tonnerre aus eigenem Recht, Tochter von Peter II. von Courtenay, Kaiser von Konstantinopel und Agnes von Nevers.
1239 nahm er am Kreuzzug Theobalds von Champagne (Kreuzzug der Barone) ins Heilige Land teil. Als Theobald im September 1240 nach Frankreich zurückkehrte, blieb er zunächst im Heiligen Land, wo er sich der Partei der Tempelritter und der ortsansässigen Barone anschloss. Guigues starb auf der Heimreise in Apulien. Bestattet wurde er in der von ihm 1223 gebauten Kathedrale von Montbrison (Notre-Dame de l’Espérance); der Sarkophag ist mit einer Liegefigur von ihm geschmückt.

## Nachkommen
Aus seiner ersten Ehe mit Philippa von Dampierre hatte er zwei Söhne:
- Guigues V., († 1259) Graf von Forez 1241–1259
- Renaud, († 1270) Graf von Forez 1259–1270

Seine zweite und dritte Ehe blieb kinderlos.

## Trivia
Guigues IV. d’Albon, Graf von Forez, sollte nicht verwechselt werden mit Guigues IV. d’Albon genannt der Delfin (Le Dauphin), Graf von Viennois († 1142).